# Білозерний
Білозе́рний (рос. Белозёрный) — селище у складі Кваркенського району Оренбурзької області, Росія.
Стара назва — Білоозерний.

## Населення
Населення — 78 осіб (2010; 205 у 2002).
Національний склад (станом на 2002 рік):
- росіяни — 41 %
- башкири — 37 %